# Wackelfigur

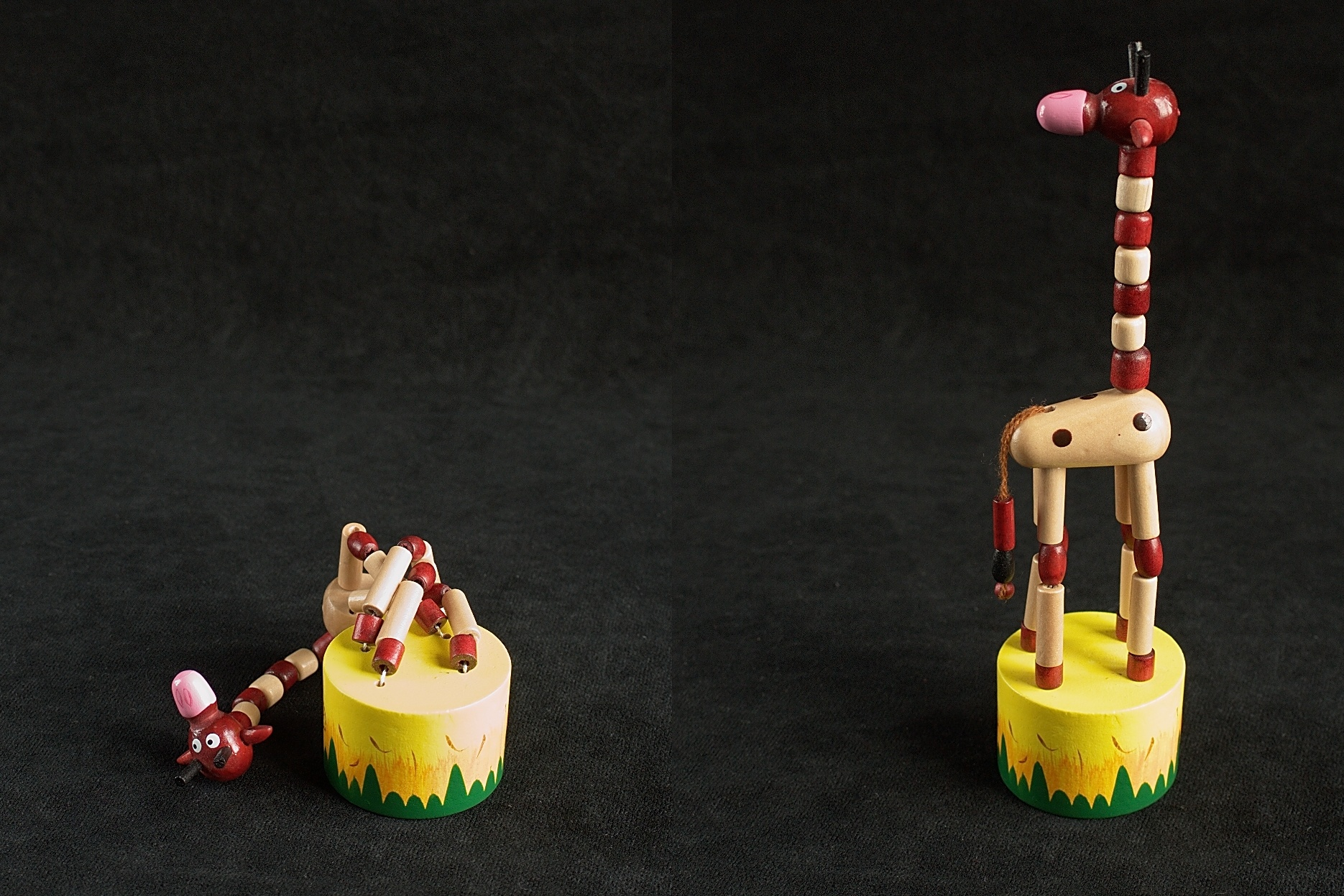
Wackelgiraffe. Links: Schnüre entspannt (Druckplatte fixiert), rechts: gespannt

Animation einer Drückfigur der Berliner Mauer

Wackelfigur oder Drückfigur (engl. Push Puppet) ist ein Spielzeug, das vom Schweizer Walter Kourt Walss erfunden wurde. Er gab ihm – nach seinen Initialen – den Markennamen Wakouwa.
Die Wackelfiguren stellen häufig Tiere oder Personen, mitunter Pflanzen oder Bauten dar und sind meist aus Holz, selten aus Kunststoff gefertigt. Die lotrecht oder leicht schräg stehenden Beine und anderen Stützstrukturen sind aus Perlen aufgebaut, die wie die anderen Körperteile von federgespannten Schnüren, auf denen sie aufgefädelt sind, in Position gehalten werden. Durch Drücken der unten im Podest vorhandenen kleinen Platte mit dem Daumen gegen den Druck der eingebauten Feder können die Schnüre nachgelassen werden, wodurch die Schwerkraft ein Einknicken, Hinlegen oder Umfallen der Figur bewirkt. Lässt man die Feder die Fäden wieder anspannen, richtet sich das Objekt wieder auf.

## Aufbau und Funktion
Das gesamte Spielzeug ist typischerweise etwa 10 cm hoch. Seltener sind Versionen bis zu doppelt so groß.
Der Sockel ist würfelförmig oder zylindrisch und kaum mehr als 3 cm breit. Er weist unten eine ihn weitgehend aushöhlende Bohrung auf, die die große, doch zarte, etwas vorgespannte Druck-Schraubenfeder mit etwas Spiel aufnimmt. Oben hat der Sockel der Beinezahl (bis zu und meist 4) entsprechend viele feine Bohrungen für die glatten Fäden mit kaum 1 mm Dicke. Diese laufen durch das Innere der Feder nach unten und sind in der Oberseite der an der Feder unten anliegenden Druckplatte rundum befestigt.
Auf dem Sockel steht, häufig mit leicht schräg stehenden Beinen, die dargestellte Figur. Das ist typisch ein Tier mit 4 eher hohen Beinen, darüber ein kompakter Körper und ein kurzer, schräger oder langer lotrechter Hals. Ein Bein oder Hals wird aus je etwa 3 bis 6 aufgefädelten zylindrischen bis kugeligen Perlen gebildet, deren plane Endflächen unter dem Schnurzug eine lineare Streckung des Körperelements bewirken.
Indem der drückende Daumen die Druckplatte nicht genau mittig erwischt, wird diese etwas verkippt und die Schnüre werden dadurch verschieden weit hochgelassen. Dadurch wird den Gliedern der Figur ein unterschiedlich großer Spielraum zum Knicken gelassen. Das Spielzeug wird beim Bedienen meist schräg gegen die Schwerkraftrichtung gehalten, dadurch kann man die Richtung des Neigens und Kippens der Figur steuern.
Wenn man unten den Fingerdruck nachlässt, gehen die nur wenig sichtbaren Schnüre unter Federkraft wieder auf Zug und richten die Figur wieder auf, das den Eindruck erweckt, dass die Figur „von selbst aufsteht“.

## Geschichte
Die ersten Wackelfiguren wurden von Walther Kourt Walss im Jahr 1926 geschaffen. 1928 bis 1932 wurden die Figuren im schweizerischen Losone hergestellt. Danach verlagerte Wakouwa die Produktion nach Tschechien. Gleichzeitig sandte er Muster an einen Spielwarenhändler in England, der die Figuren bis zum Ausbruch des Zweiten Weltkrieges vertrieb. Walther Kourt Walss erfand auch andere Spiele, darunter eine Art Würfelspiel. „Wakouwa“ ist ein in Frankreich eingetragenes Markenzeichen (marque et modèle déposé, S.G.D.G. = Sans Garantie du Gouvernement).